# Helicopsyche arenaria
Helicopsyche arenaria là một loài Trichoptera trong họ Helicopsychidae. Chúng phân bố ở miền Australasia.